# Taekwondo nos Jogos Pan-Americanos de 2023 - Até 58 kg masculino
A categoria até 58 kg masculino do taekwondo nos Jogos Pan-Americanos de 2023 foi disputado em 21 de outubro de 2023 no Centro de Esportes de Contato, localizado no cluster do Estádio Nacional. Um total de 13 taekwondistas, cada um representando um Comitê Olímpico Nacional (CON), participaram do evento.

## Medalhistas
| Ouro   | MEX Brandon Plaza                       |
| Prata  | ARG Lucas Guzmán                        |
| Bronze | BRA Paulo Ricardo Melo COL Jhon Garrido |

## Resultados
A competição foi realizada em um único dia até a definição dos medalhistas:

### Fase eliminatória
|  | Oitavas de final      | Oitavas de final      | Oitavas de final |  |  | Quartas de final       | Quartas de final       | Quartas de final  |   |                        | Semifinal              | Semifinal        | Semifinal |  |  | Final | Final | Final |
|  |                       |                       |                  |  |  |                        |                        |                   |   |                        |                        |                  |           |  |  |       |       |       |
|  |                       |                       |                  |  |  |                        |                        |                   |   |                        |                        |                  |           |  |  |       |       |       |
|  |                       |                       |                  |  |  | BRA Paulo Ricardo Melo | BRA Paulo Ricardo Melo | 2                 |   |                        |                        |                  |           |  |  |       |       |       |
|  | DOM Cristofer Reyes   | DOM Cristofer Reyes   | 1                |  |  | DOM Cristofer Reyes    | DOM Cristofer Reyes    | 0                 |   |                        |                        |                  |           |  |  |       |       |       |
|  | PUR Edrick Morales    | PUR Edrick Morales    | 0                |  |  |                        |                        |                   |   | BRA Paulo Ricardo Melo | BRA Paulo Ricardo Melo | 1                |           |  |  |       |       |       |
|  | ARG Lucas Guzmán      | ARG Lucas Guzmán      | 1                |  |  |                        | ARG Lucas Guzmán       | ARG Lucas Guzmán  | 2 |                        |                        |                  |           |  |  |       |       |       |
|  | PER Raymiguel Barreto | PER Raymiguel Barreto | 0                |  |  | ARG Lucas Guzmán       | ARG Lucas Guzmán       | 1                 |   |                        |                        |                  |           |  |  |       |       |       |
|  | COL Jhon Garrido      | COL Jhon Garrido      | 2                |  |  | COL Jhon Garrido       | COL Jhon Garrido       | 0                 |   |                        |                        |                  |           |  |  |       |       |       |
|  | CHI Aarón Contreras   | CHI Aarón Contreras   | 0                |  |  |                        |                        |                   |   |                        | ARG Lucas Guzmán       | ARG Lucas Guzmán | 1         |  |  |       |       |       |
|  |                       |                       |                  |  |  |                        | MEX Brandon Plaza      | MEX Brandon Plaza | 2 |                        |                        |                  |           |  |  |       |       |       |
|  |                       |                       |                  |  |  | CAN Braven Park        | CAN Braven Park        | 2                 |   |                        |                        |                  |           |  |  |       |       |       |
|  | USA Gavin Grant       | USA Gavin Grant       | 0                |  |  | VEN Yohandri Granado   | VEN Yohandri Granado   | 0                 |   |                        |                        |                  |           |  |  |       |       |       |
|  | VEN Yohandri Granado  | VEN Yohandri Granado  | 2                |  |  |                        |                        |                   |   | CAN Braven Park        | CAN Braven Park        | 0                |           |  |  |       |       |       |
|  | EAI David Fuentes     | EAI David Fuentes     | 0                |  |  |                        | MEX Brandon Plaza      | MEX Brandon Plaza | 2 |                        |                        |                  |           |  |  |       |       |       |
|  | ECU Adrián Miranda    | ECU Adrián Miranda    | 2                |  |  | ECU Adrián Miranda     | ECU Adrián Miranda     | 0                 |   |                        |                        |                  |           |  |  |       |       |       |
|  |                       |                       |                  |  |  | MEX Brandon Plaza      | MEX Brandon Plaza      | 2                 |   |                        |                        |                  |           |  |  |       |       |       |
|  |                       |                       |                  |  |  |                        |                        |                   |   |                        |                        |                  |           |  |  |       |       |       |

### Repescagem
|  | Repescagem | Repescagem | Repescagem |  |  | Disputa pelo bronze    | Disputa pelo bronze    | Disputa pelo bronze |
|  |            |            |            |  |  |                        |                        |                     |
|  |            |            |            |  |  |                        |                        |                     |
|  |            |            |            |  |  | ECU Adrián Miranda     | ECU Adrián Miranda     | 0                   |
|  |            |            |            |  |  | BRA Paulo Ricardo Melo | BRA Paulo Ricardo Melo | 2                   |
|  |            |            |            |  |  |                        |                        |                     |
|  |            |            |            |  |  |                        |                        |                     |
|  |            |            |            |  |  |                        |                        |                     |
|  |            |            |            |  |  |                        |                        |                     |

|  | Repescagem            | Repescagem            | Repescagem |  |  | Disputa pelo bronze | Disputa pelo bronze | Disputa pelo bronze |
|  |                       |                       |            |  |  |                     |                     |                     |
|  | COL Jhon Garrido      | COL Jhon Garrido      | 2          |  |  |                     |                     |                     |
|  | PER Raymiguel Barreto | PER Raymiguel Barreto | 0          |  |  | COL Jhon Garrido    | COL Jhon Garrido    | 2                   |
|  |                       |                       |            |  |  | CAN Braven Park     | CAN Braven Park     | 0                   |
|  |                       |                       |            |  |  |                     |                     |                     |
|  |                       |                       |            |  |  |                     |                     |                     |
|  |                       |                       |            |  |  |                     |                     |                     |
|  |                       |                       |            |  |  |                     |                     |                     |